# Saint-Pierre (Jura)
Saint-Pierre – miejscowość i gmina we Francji, w regionie Burgundia-Franche-Comté, w departamencie Jura.
Według danych na rok 1990 gminę zamieszkiwało 239 osób, a gęstość zaludnienia wynosiła 15 osób/km² (wśród 1786 gmin Franche-Comté Saint-Pierre plasuje się na 508. miejscu pod względem liczby ludności, natomiast pod względem powierzchni na miejscu 183.).